# Mordeh Katān
Mordeh Katān (persiska: مرده کتان) är en ort i Iran.   Den ligger i provinsen Östazarbaijan, i den nordvästra delen av landet, 500 km nordväst om huvudstaden Teheran. Mordeh Katān ligger 1 426 meter över havet och antalet invånare är 101.
Terrängen runt Mordeh Katān är varierad.Runt Mordeh Katān är det ganska glesbefolkat, med 30 invånare per kvadratkilometer. Närmaste större samhälle är Ahar, 5,1 km norr om Mordeh Katān. Trakten runt Mordeh Katān består i huvudsak av gräsmarker.